# Ewa Woydyłło-Osiatyńska

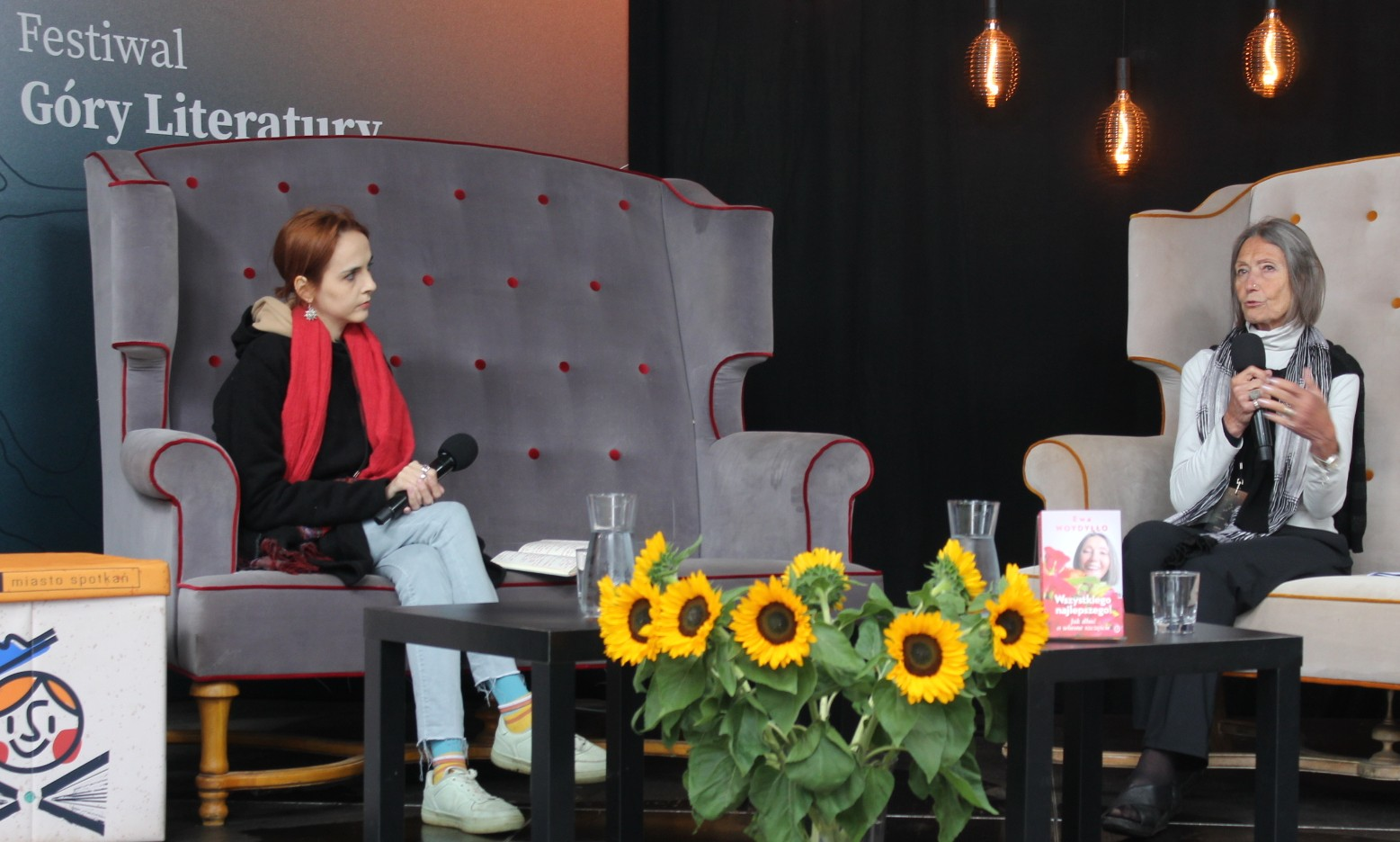
Jana Karpienko, Ewa Woydyłło

Ewa Woydyłło-Osiatyńska (ur. 2 września 1939 w Pińsku) – polska doktor psychologii i terapeuta uzależnień.
Autorka książek m.in.: Wybieram wolność, czyli rzecz o wyzwalaniu się z uzależnień, Zaproszenie do życia, Podnieś głowę: Buty szczęścia, Sekrety kobiet, My – rodzice dorosłych dzieci, W zgodzie ze sobą, Rak duszy, O alkoholizmie, Poprawka z matury.
Spopularyzowała w Polsce leczenie oparte na modelu Minnesota, bazującym na filozofii Anonimowych Alkoholików.

## Życiorys
W 1940 roku ojciec Ewy Woydyłło padł ofiarą zbrodni katyńskiej, zaś ona z matką zostały wywiezione do Kazachstanu; do Polski wróciły w 1946, osiedlając się w Szczecinie.
Ukończyła historię sztuki na Uniwersytecie im. Adama Mickiewicza w Poznaniu oraz podyplomowe studium dziennikarskie na Uniwersytecie Warszawskim. Wykształcenie psychologiczne zdobyła w Antioch University w Los Angeles, doktorat z psychologii uzyskała w Katolickim Uniwersytecie Lubelskim na podstawie pracy Czynniki motywacyjne i realizacyjne decyzji zaprzestania picia przez alkoholików, której promotorem był prof. Czesław Walesa.
Od 1987 związana z Ośrodkiem Terapii Uzależnień Instytutu Psychiatrii i Neurologii w Warszawie. Pracuje w Fundacji im. Stefana Batorego, gdzie koordynuje Regionalny Program Przeciwdziałania Uzależnieniom. W latach 1990–2002 prowadziła wykłady i zajęcia ze studentami na Katolickim Uniwersytecie Lubelskim, Uniwersytecie Łódzkim, Uniwersytecie Warszawskim, Akademii Pedagogicznej w Krakowie i Uniwersytecie Trzeciego Wieku. Działa w Fundacji ABCXXI „Cała Polska Czyta Dzieciom”. Od 1965 związana ze Stowarzyszeniem Dziennikarzy Polskich, a od 1987 – z Polskim Towarzystwem Psychologicznym.
Miała trzech mężów. Jednym z nich był Wiktor Osiatyński.

## Publikacje
- Wybieram wolność, czyli rzecz o wyzwalaniu się z uzależnień Iskry 1991, Instytut Psychologii Zdrowia i Trzeźwości 1993, Akuracik 1998
- Początek drogi. Wykłady psychologa na Oddziale Odwykowym Instytut Psychiatrii i Neurologii 1992, Akuracik 1998
- Zgoda na siebie. Wykłady psychologa na Oddziale Odwykowym Instytut Psychiatrii i Neurologii 1993, Akuracik 1998
- Aby wybaczyć. Poradnik dla rodzin alkoholików Instytut Psychiatrii i Neurologii 1993, Akuracik 1998
- Podnieś głowę Świat Książki 1999 (w tomiku Zgoda na siebie. Psycholog o uzależnieniach), Akuracik 1998
- Zaproszenie do życia Twój Styl 1999, Akuracik 2002
- Po co nam psychologia? W zgodzie ze sobą Twój Styl 2001, Akuracik 2005
- Wyzdrowieć z uzależnienia, 2004
- Sekrety kobiet Wydawnictwo Literackie
- My – rodzice dorosłych dzieci Wydawnictwo Literackie 2015, ISBN 978-83-08-03935-9.
- W zgodzie ze sobą Wydawnictwo Literackie
- Podnieś głowę Wydawnictwo Literackie
- Poprawka z matury Wydawnictwo Literackie
- Rak duszy. O alkoholizmie Wydawnictwo Literackie
- Buty szczęścia Wydawnictwo Literackie
- Dobra pamięć, zła pamięć Wydawnictwo Literackie
- Bo jesteś człowiekiem. Żyj z depresją, ale nie w depresji, Wydawnictwo Literackie
- Żal po stracie. Sztuka akceptacji, Wydawnictwo Literackie
- Nasz bieg z przeszkodami. O wrażliwości i inności, Wydawnictwo Literackie
- Ludzie, ludzie. Jacy jesteśmy?, Wydawnictwo Literackie
- Ludzie, ludzie... 2, Wydawnictwo Literackie 2018
- Ukoić siebie. Czyli jak oswoić lęk i traumę, (wspólnie z Martyna Harland), Mando 2022, ISBN 978-83-277-3067-1.
- Żyć lepiej. O rozwoju osobistym, Wydawnictwo Literackie 2024
- Zakręty życia. Rozmowy o miłości, depresji, nałogach i odnajdywaniu siebie, Wydawnictwo Zwierciadło 2024
- O wstydzie bez wstydu. Poczuj się dobrze ze sobą, (wspólnie z Martyną Harland), Mando 2024

## Tłumaczenia
Jest autorką wielu przekładów anglojęzycznych publikacji, m.in.: Ludwig von Bertalanffy Ogólna teoria systemów (PWN, 1984), Alvin Toffler Trzecia fala (PIW, 1985), Raport Klubu Rzymskiego Mikroelektronia i społeczeństwo (rozdziały 1, 4 i 5) (KiW, 1987), Fritjof Capra Punkt zwrotny (PIW, 1987), Stephanie Brown Leczenie alkoholików (PZWL, 1990), Christopher G.A. Bryant Obywatelski naród, obywatelskie społeczeństwo, obywatelska religia (esej w zbiorze pt. Ani książę, ani kupiec: Obywatel, Wyd. Znak, 1991)

## Odznaczenia
- Krzyż Oficerski Orderu Odrodzenia Polski nadany przez Prezydenta RP
- odznaczenie Ministra Sprawiedliwości – za pracę z uzależnionymi w więzieniach
- Medal św. Jerzego – przyznany przez „Tygodnik Powszechny”